# Patinatge de velocitat als Jocs Olímpics d'hivern de 2006 - Persecució per equips masculina
Als Jocs Olímpics d'Hivern de 2006 celebrats a la ciutat de Torí (Itàlia) es disputà una prova de persecució per equips de patinatge de velocitat sobre gel en categoria masculina que formà part del programa oficial dels Jocs.
La prova es disputà entre els dies 15 i 16 de febrer de 2006 a les instal·lacions de l'Oval Lingotto de la ciutat de Torí. Hi participaren un total de 36 patinadors de velocitat de 8 comitès nacionals diferents.

## Resum de medalles
| Or                                                                              | Argent                                                                                 | Bronze                                                                                       |
| ItàliaMatteo Anesi · Stefano Donagrandi* · Enrico Fabris · Ippolito Sanfratello | CanadàArne Dankers · Steven Elm · Denny Morrison* · Jason Parker* · Justin Warsylewicz | Països BaixosSven Kramer · Rintje Ritsma* · Mark Tuitert · Carl Verheijen · Erben Wennemars* |

* Els patinadors marcats amb un asterisc no participaren en la final, però foren guardonats igualment amb medalles.

## Resultats

### Fase preliminar
| Pos. | CON           | Temps   | Patinadors         | Patinadors        | Patinadors           |
| ---- | ------------- | ------- | ------------------ | ----------------- | -------------------- |
| 1    | Canadà        | 3:47.37 | Arne Dankers       | Steven Elm        | Denny Morrison       |
| 2    | Itàlia        | 3:47.79 | Stefano Donagrandi | Enrico Fabris     | Ippolito Sanfratello |
| 3    | Països Baixos | 3:48.02 | Rintje Ritsma      | Mark Tuitert      | Carl Verheijen       |
| 4    | Noruega       | 3:49.55 | Eskil Ervik        | Oystein Grodum    | Lasse Saetre         |
| 5    | Alemanya      | 3:49.59 | Stefan Heythausen  | Robert Lehmann    | Tobias Schneider     |
| 6    | Rússia        | 3:49.75 | Artyom Detyshev    | Aleksandr Kibalko | Ivan Skobrev         |
| 7    | Estats Units  | 3:51.32 | Charles Cox        | Clay Mull         | Derek Parra          |
| 8    | Japó          | 4:03.83 | Kesato Miyazaki    | Teruhiro Sugimori | Takahiro Ushiyama    |

### Quarts de final
| Pos.          | CON     | Temps            | Patinadors        | Patinadors                | Patinadors |
| ------------- | ------- | ---------------- | ----------------- | ------------------------- | ---------- |
| Països Baixos | 3:44.65 | Sven Kramer      | Carl Verheijen    | Erben Wennemars           |            |
| Rússia        | 3:47.49 | Yevgeny Lalenkov | Dmitry Shepel     | Ivan Skobrev              |            |
|               |         |                  |                   |                           |            |
| Itàlia        | 3:43.64 | Matteo Anesi     | Enrico Fabris     | Ippolito Sanfratello      |            |
| Estats Units  | 3:44.11 | KC Boutiette     | Chad Chedrick     | Charles Ryan Leveille Cox |            |
|               |         |                  |                   |                           |            |
| Noruega       | 3:47.81 | Havard Bokko     | Eskil Ervik       | Mikael Flygind-Larsen     |            |
| Alemanya      | 3:49.68 | Joerg Dallmann   | Stefan Heythausen | Tobias Schneider          |            |
|               |         |                  |                   |                           |            |
| Canadà        | 3:52.01 | Denny Morrison   | Jason Parker      | Justin Warsylewicz        |            |
| Japó          | 3:53.88 | Kesato Miyazaki  | Teruhiro Sugimori | Takahiro Ushiyama         |            |

### Semifinals
| Pos.          | CON           | Temps        | Patinadors     | Patinadors           | Patinadors |
| ------------- | ------------- | ------------ | -------------- | -------------------- | ---------- |
| Itàlia        | Ultrapassagem | Matteo Anesi | Enrico Fabris  | Ippolito Sanfratello |            |
| Països Baixos | Ultrapassado  | Sven Kramer  | Carl Verheijen | Erben Wennemars      |            |
|               |               |              |                |                      |            |
| Canadà        | 3:44.91       | Arne Dankers | Denny Morrison | Justin Warsylewicz   |            |
| Noruega       | 3:47.81       | Havard Bokko | Eskil Ervik    | Oystein Grodum       |            |

### Final
| Pos.    | CON           | Temps   | Patinadors        | Patinadors                | Patinadors            |         |
| Final A | Final A       | Final A | Final A           | Final A                   | Final A               | Final A |
| ------- | ------------- | ------- | ----------------- | ------------------------- | --------------------- | ------- |
| 1       | Itàlia        | 3:44.46 | Matteo Anesi      | Enrico Fabris             | Ippolito Sanfratello  |         |
| 2       | Canadà        | 3:47.28 | Arne Dankers      | Steven Elm                | Justin Warsylewicz    |         |
| Final B |               |         |                   |                           |                       |         |
| 3       | Països Baixos | 3:44.53 | Sven Kramer       | Mark Tuitert              | Carl Verheijen        |         |
| 4       | Noruega       | 3:45.96 | Havard Bokko      | Eskil Ervik               | Mikael Flygind-Larsen |         |
| Final C |               |         |                   |                           |                       |         |
| 5       | Rússia        | 3:46.91 | Alesandr Kibalko  | Dmitry Shepel             | Ivan Skobrev          |         |
| 6       | Estats Units  | 3:49.74 | KC Boutiette      | Charles Ryan Leveille Cox | Clay Mull             |         |
| Final D |               |         |                   |                           |                       |         |
| 7       | Alemanya      | 3:48.28 | Stefan Heythausen | Robert Lehmann            | Tobias Schneider      |         |
| 8       | Japó          | 3:50.37 | Kesato Miyazaki   | Teruhiro Sugimori         | Takahiro Ushiyama     |         |